# Agim Zeka
Agim Zeka (Pristina, 6 settembre 1998) è un calciatore albanese, attaccante del Real Murcia e della nazionale albanese.

## Carriera

### Club
Il 31 gennaio 2017 viene acquistato a titolo definitivo per 300.000 euro dalla squadra francese del Lilla 2, con cui firma un contratto di 4 anni e mezzo con scadenza il 30 giugno 2021.

### Nazionale
Debutta con la maglia della nazionale albanese Under-21 il 12 giugno 2017 nella partita valida per le qualificazioni all'Europeo 2019, pareggiata per 0-0 contro l'Estonia.

## Statistiche

### Presenze e reti nei club
Statistiche aggiornate al 9 novembre 2024.
| Stagione               | Squadra                | Campionato             | Campionato | Campionato | Coppe nazionali | Coppe nazionali | Coppe nazionali | Coppe continentali | Coppe continentali | Coppe continentali | Altre coppe | Altre coppe | Altre coppe | Totale | Totale |
| Stagione               | Squadra                | Comp                   | Pres       | Reti       | Comp            | Pres            | Reti            | Comp               | Pres               | Reti               | Comp        | Pres        | Reti        | Pres   | Reti   |
| ---------------------- | ---------------------- | ---------------------- | ---------- | ---------- | --------------- | --------------- | --------------- | ------------------ | ------------------ | ------------------ | ----------- | ----------- | ----------- | ------ | ------ |
| 2016-gen. 2017         | Skënderbeu             | KS                     | 3          | 0          | CA              | 3               | 0               | -                  | -                  | -                  | SA          | 0           | 0           | 6      | 0      |
| gen.-giu. 2017         | Lilla 2                | CFA                    | 11         | 0          | -               | -               | -               | -                  | -                  | -                  | -           | -           | -           | 11     | 0      |
| 2017-gen. 2018         | Lilla 2                | CFA                    | 9          | 1          | -               | -               | -               | -                  | -                  | -                  | -           | -           | -           | 9      | 1      |
| gen.-giu. 2018         | Varzim                 | SL                     | 2          | 1          | CP+CdL          | 0+0             | 0               | -                  | -                  | -                  | -           | -           | -           | 2      | 1      |
| 2018-gen. 2019         | Leixões                | SL                     | 3          | 0          | CP+CdL          | 1+0             | 0               | -                  | -                  | -                  | -           | -           | -           | 4      | 0      |
| gen.-giu. 2019         | Fortuna Sittard        | ED                     | 1          | 0          | CO              | 0               | 0               | -                  | -                  | -                  | -           | -           | -           | 1      | 0      |
| 2019-gen. 2020         | Fortuna Sittard        | ED                     | 5          | 0          | CO              | 1               | 1               | -                  | -                  | -                  | -           | -           | -           | 6      | 1      |
| Totale Fortuna Sittard | Totale Fortuna Sittard | Totale Fortuna Sittard | 6          | 0          |                 | 1               | 1               |                    | -                  | -                  |             | -           | -           | 7      | 1      |
| gen.-giu. 2020         | Lilla 2                | CFA                    | 4          | 0          | -               | -               | -               | -                  | -                  | -                  | -           | -           | -           | 4      | 0      |
| Totale Lilla 2         | Totale Lilla 2         | Totale Lilla 2         | 24         | 1          |                 | -               | -               |                    | -                  | -                  |             | -           | -           | 24     | 1      |
| 2020-gen. 2021         | R.E. Mouscron          | PL                     | 0          | 0          | CB              | 0               | 0               | -                  | -                  | -                  | -           | -           | -           | 0      | 0      |
| gen.-giu. 2021         | Austria Vienna         | BL                     | 11         | 1          | CA              | 1               | 0               | -                  | -                  | -                  | -           | -           | -           | 12     | 1      |
| 2021-gen. 2022         | Drita                  | SL                     | 6          | 0          | CK              | 0               | 0               | -                  | -                  | -                  | -           | -           | -           | 6      | 0      |
| gen.-giu. 2022         | Prishtina              | SL                     | 9          | 1          | CK              | 2               | 0               | -                  | -                  | -                  | -           | -           | -           | 11     | 1      |
| 2022-2023              | Drenica                | SL                     | 25         | 3          | CK              | 1               | 0               | -                  | -                  | -                  | -           | -           | -           | 26     | 3      |
| 2023-2024              | Erzeni                 | KS                     | 34         | 5          | CA              | 3               | 0               | -                  | -                  | -                  | -           | -           | -           | 37     | 5      |
| 2024-2025              | Partizani Tirana       | KS                     | 12         | 2          | CA              | 0               | 0               | UECL               | 2                  | 0                  | -           | -           | -           | 14     | 2      |
| Totale carriera        | Totale carriera        | Totale carriera        | 135        | 14         |                 | 12              | 1               |                    | 2                  | 0                  |             | 0           | 0           | 149    | 15     |

### Cronologia presenze e reti in nazionale
| Cronologia completa delle presenze e delle reti in nazionale ― Albania under 21 | Cronologia completa delle presenze e delle reti in nazionale ― Albania under 21 | Cronologia completa delle presenze e delle reti in nazionale ― Albania under 21 | Cronologia completa delle presenze e delle reti in nazionale ― Albania under 21 | Cronologia completa delle presenze e delle reti in nazionale ― Albania under 21 | Cronologia completa delle presenze e delle reti in nazionale ― Albania under 21 | Cronologia completa delle presenze e delle reti in nazionale ― Albania under 21 | Cronologia completa delle presenze e delle reti in nazionale ― Albania under 21 |
| Data                                                                            | Città                                                                           | In casa                                                                         | Risultato                                                                       | Ospiti                                                                          | Competizione                                                                    | Reti                                                                            | Note                                                                            |
| ------------------------------------------------------------------------------- | ------------------------------------------------------------------------------- | ------------------------------------------------------------------------------- | ------------------------------------------------------------------------------- | ------------------------------------------------------------------------------- | ------------------------------------------------------------------------------- | ------------------------------------------------------------------------------- | ------------------------------------------------------------------------------- |
| 5-6-2017                                                                        | Tirana                                                                          | Albania under 21                                                                | 0 – 3                                                                           | Francia under 21                                                                | Amichevole                                                                      | -                                                                               | 52’                                                                             |
| 12-6-2017                                                                       | Elbasan                                                                         | Albania under 21                                                                | 0 – 0                                                                           | Estonia under 21                                                                | Qual. Europeo Under-21 2019                                                     | -                                                                               | 64’ 67’                                                                         |
| 10-11-2017                                                                      | Tirana                                                                          | Albania under 21                                                                | 1 – 1                                                                           | Irlanda del Nord under 21                                                       | Qual. Europeo Under-21 2019                                                     | -                                                                               | 46’                                                                             |
| 11-10-2018                                                                      | Tirana                                                                          | Albania under 21                                                                | 0 – 1                                                                           | Spagna under 21                                                                 | Qual. Europeo Under-21 2019                                                     | -                                                                               | 83’                                                                             |
| 16-10-2018                                                                      | Pärnu                                                                           | Estonia under 21                                                                | 2 – 2                                                                           | Albania under 21                                                                | Qual. Europeo Under-21 2019                                                     | -                                                                               | 46’                                                                             |
| Totale                                                                          |                                                                                 | Presenze                                                                        | 5                                                                               |                                                                                 | Reti                                                                            | 0                                                                               |                                                                                 |